# Farneseïta
La farneseïta és un mineral de la classe dels silicats que pertany al grup de la cancrinita. Rep el nom de la localitat de Farnese, a Itàlia, la seva localitat tipus.

## Característiques
La farneseïta és un silicat de fórmula química Na₄₆Ca₁₀(Si₄₂Al₄₂O₁₆₈)(SO₄)₁₂(H₂O)₆. Va ser aprovada com a espècie vàlida per l'Associació Mineralògica Internacional l'any 2004. Cristal·litza en el sistema hexagonal.
Segons la classificació de Nickel-Strunz, la farneseïta pertany a «09.FB - Tectosilicats sense H₂O zeolítica amb anions addicionals» juntament amb els següents minerals: afghanita, bystrita, cancrinita, cancrisilita, davyna, franzinita, giuseppettita, hidroxicancrinita, liottita, microsommita, pitiglianoïta, quadridavyna, sacrofanita, tounkita, vishnevita, marinellita, alloriïta, fantappieïta, cianoxalita, balliranoïta, carbobystrita, depmeierita, kircherita, bicchulita, danalita, genthelvita, haüyna, helvina, kamaishilita, lazurita, noseana, sodalita, tsaregorodtsevita, tugtupita, marialita, meionita i silvialita.
L'exemplar que va servir per a determinar l'espècie, el que es coneix com a material tipus, es troba conservat al museu de mineralogia de la Universitat de Roma, amb el número de referència: 33000/1.

## Formació i jaciments
Va ser descoberta a la localitat de Fosso La Nova, a Farnese, dins la província de Viterbo (Laci, Itàlia). També ha estat descrita a les localitats de Casale Rosati i Ischia di Castro, totes dues properes a la localitat tipus, així com a Poggio Bottinello, a la Toscana. Aquests indrets són els únics de tot el planeta on ha estat descrita aquesta espècie mineral.